# Vytautas Vaznonis
Vytautas Vaznonis (* 25. September 1986 in Kaunas) ist ein litauischer Schachspieler.

## Leben
2006 belegte Vaznonis den 11. Platz bei der litauischen Meisterschaft. 2007 gewann er die NATO-Meisterschaft. 
Seit 2008 trägt Vaznonis den Titel eines Internationalen Meisters (IM), die erforderlichen Normen erfüllte er im April 2007 bei der Europäischen Einzelmeisterschaft in Dresden sowie im April 2008 beim K41 Scandinavian Open in Kopenhagen. 2011 wurde er litauischer Meister im Blitzschach. Vereinsschach spielte Vaznonis in Litauen für den ŠK Margiris Kaunas, mit dem er auch am European Club Cup 2010 teilnahm, sowie in der dänischen Skakligaen in der Saison 2007/08 für den Meister Helsinge Skakklub. Seit 2001 spielt er auch Fernschach.